# 84096 Reginaldglenice
84096 Reginaldglenice este un asteroid din centura principală de asteroizi.

## Descriere
84096 Reginaldglenice este un asteroid din centura principală de asteroizi. A fost descoperit pe 17 august 2002 la Observatorul Palomar de Andrew Lowe. Asteroidul prezintă o orbită caracterizată de o semiaxă mare de 2,31 ua, o excentricitate de 0,15 și o înclinație de 5,1° în raport cu ecliptica.